# Jolly Bob går i land
Jolly Bob går i land är ett album av den svenska gruppen Traste Lindéns Kvintett, utgivet 1991. Albumet är inspelat och mixat av Tony Thorén och Anders Lind i Silence studio, Koppom.

## Låtlista
1. Spegeln (Lindén/Stureson)
2. Svenska flaggans dag (Ahlström)
3. Viktor (Fläckman)
4. Hon kommer (Fläckman)
5. Hon kommer tillbaks (Fläckman)
6. Olycklig (Lindén/Stureson)
7. Ensam igen (Lindén/Stureson)
8. Bang bang bom (Lindén/Stureson)
9. Sotis (Fläckman)
10. En dålig dag (Fläckman)
11. Väntat ganska länge (Ahlström)
12. Vi går till sängs (Fläckman)
13. Regn å rusk (Fläckman)
14. In i dimman (Fläckman)
15. Vad skulle man ha gjort (Ahlström)

## Medverkande

### Traste Lindens Kvintett
- Håkan Ahlström - Akustisk gitarr, elgitarr, mandolin, plåtflöjt, stämsång
- Magnus Fagernäs - Trummor, slagverk
- Mikloz Fläckman - Akustisk gitarr, elgitarr, flaskhals, dragspel, munspel, mandolin, banjo, autoharpa, tramporgel, klaviaturer, stämsång
- Traste Lindén - Sång, stämsång
- Ulf Stureson - Basgitarr

### Övriga
- Johan Eklind - Trombon, klaviatur
- Rustan Kristensson - Trumpet
- Åke Björk - Upprörd kvinnoröst